# Churuguara (Venezuela)
Pour les articles homonymes, voir Churuguara.
Churuguara est une ville de l'État de Falcón au Venezuela, capitale de la paroisse civile de Churuguara et chef-lieu de la municipalité de Federación. En 2001, sa population est estimée à 10 800 habitants[réf. nécessaire].

## Sources
- (es) Cet article est partiellement ou en totalité issu de l’article de Wikipédia en espagnol intitulé « Churuguara » (voir la liste des auteurs).